# Tuitjenhorn
Tuitjenhorn (52° 44′ N, 4° 45′ L) é uma cidade dos Países Baixos, na província de Holanda do Norte. Tuitjenhorn pertence ao município de Schagen, e está situada a 9 km, a noroeste de Heerhugowaard.
Em 2001, a cidade de Tuitjenhorn tinha 2487 habitantes. A área urbana da cidade é de 0.56 km², e tem 942 residências.
A área de Tuitjenhorn, que também inclui as partes periféricas da cidade bem como a zona rural circundante, tem uma população estimada em 3200 habitantes.